# Gojko Borić
Gojko Borić (Podgora, 29. rujna 1932.), hrvatski je novinar, publicist i prevoditelj.

## Životopis
Gojko Borić rodio se je u Podgori 1932. godine. Pučku školu završio u rodnom mjestu. Za vrijeme Drugoga svjetskog rata morao s obitelji, u studenome 1942. godine, pobjeći najprije u Italiju, a kasnije u Egipat (izbjeglički logor El Shatt kod Sueza). Nakon povratka u Jugoslaviju nastavio je gimnazijsko školovanje u Makarskoj i Zagrebu. Srednju tehničku građevinsku školu pohađao je u Splitu. Skupa s nekoliko istomišljenika sudjelovao je u Splitu u pokušaju izdavanja neovisnog časopisa mladih intelektualaca kršćanske orijentacije (1950.) pod nazivom Kritika, ali UDB-a je nasilno spriječila izlazak časopisa. 

### Emigracija
Nakon toga Borić s još trojicom istomišljenika 1954. godine bježi preko Karavanki u Austriju. U Grazu je pokušao studirati arhitekturu. Godinu dana bio je na studiju španjolskog jezika u Madridu. Već kao mladi emigrant u Austriji počinje surađivati s književnim kritikama i kasnije političkim raščlambama u Hrvatskoj reviji (Buenos Aires). U Madridu je objavio prve radove u Hrvatskoj Državi (tadašnji gl. urednik Luka Brajnović, kasnije poznati španjolski profesor publicistike na Sveučilištu u Pamploni). Iz Španjolske odlazi ponovno u Austriju i onda u Njemačku (1962.) gdje konačno dobiva zaposlenje u njemačkoj međunarodnoj RTV postaji Deutsche Welle (Köln). Tu je djelovao kao prevoditelj, spiker, reporter, komentator, urednik i na kraju 35. godišnjeg rada kao ravnatelj Hrvatske redakcije.
Paralelno s djelovanjem kao njemački novinar (piše u stručnom časopisu za istočna pitanja Osteuropa, Aachen) surađuje u hrvatskim emigrantskim publikacijama Nova Hrvatska (London), Poruka slobodne Hrvatske (London) i Kroatische Berichte (Koblenz), čiji je bio i suosnivač. Prevodio je njemačku poeziju na hrvatski (Hrvatska revija, Mogućnosti, Split i Republika, Zagreb). Sudjelovao je na Simpoziju hrvatskih emigrantskih intelektualaca u Švicarskoj.
Nakon osamostaljenja Hrvatske počinje pisati političke analize u Vjesniku i postaje stalni dopisnik Slobodne Dalmacije iz Bonna. U tim novinama izlazi desetak godina njegova kolumna "S inozemnog vidikovca". Knjigu istoga naslova s odabranim člancima iz vremena emigracije i kasnije objavila je Erasmus Naklada, Zagreb, god. 1995. Surađuje i u drugim hrvatskim publikacijama s političkim analizama i književnim osvrtima, primjerice u Vijencu, Hrvatskoj reviji i Mostu - The Brodge. Stalni je suradnik tjednika Hrvatski tjednik (Zadar).

## Djela
- S inozemnog vidikovca, Erasmus Naklada, Zagreb, 1995. ISBN 953-6132-16-8
- Hrvat izvan domovine: sjećanja političkog emigranta, Naklada Pavičić, Zagreb, 2007. ISBN 978-953-6308-74-3
- Kroatischer Unabhängigkeitskampf: berechtigt und gerecht. Sieben Antworten auf Ulrich Schillers "Buch Deutschland und 'seine' Kroaten", (Hrvatska borba za neovisnost: opravdana i pravedna. Sedam odgovora na knjigu Ulricha Schillera "Njemačka i 'njezini' Hrvati"), Hrvatski svjetski kongres u Njemačkoj, Köln, Zagreb, Split, München, Stockholm, Düsseldorf, 2011. ISBN 978-953-7167-37-0, (urednik)[1][2]